# Fössefeld (Flur)

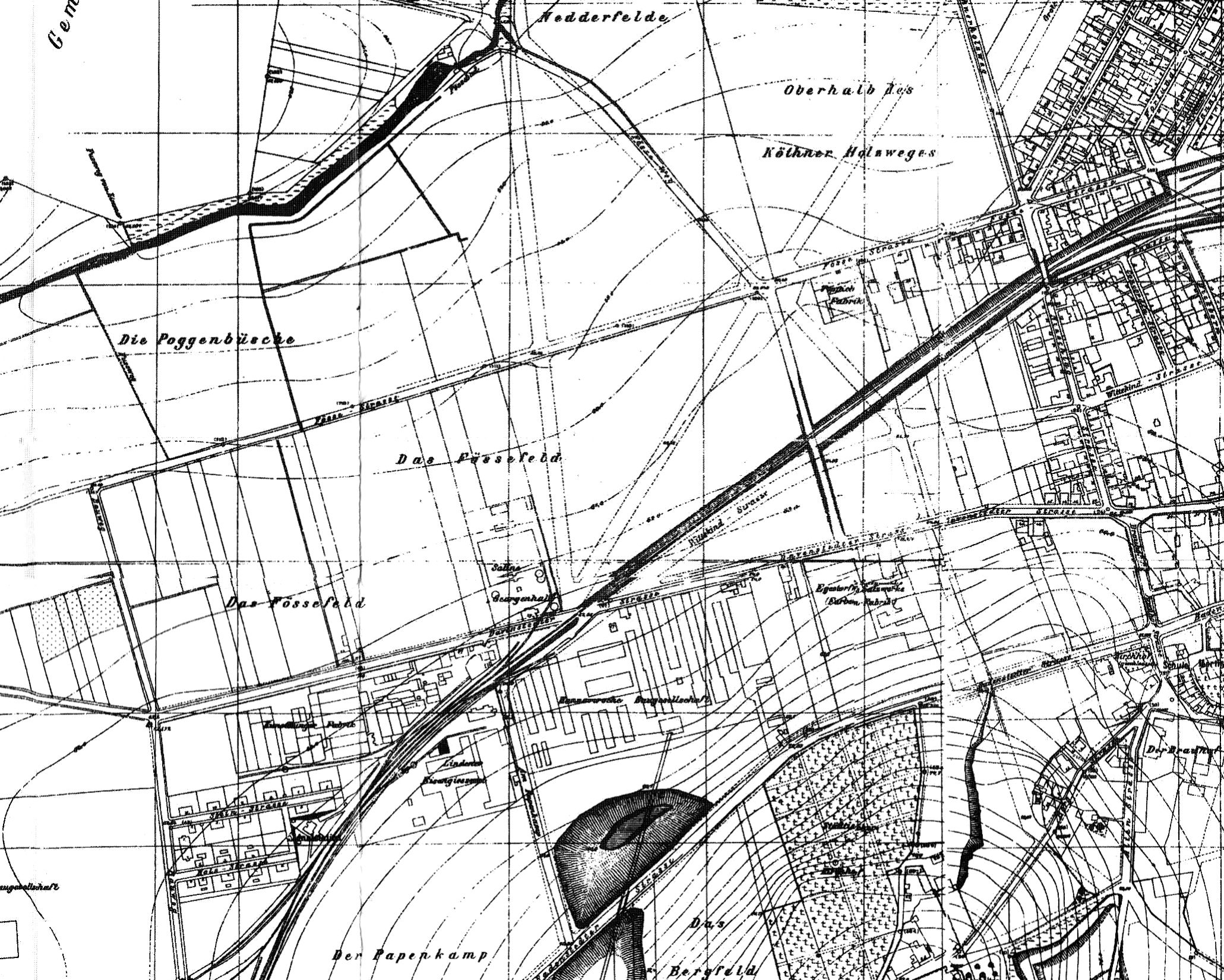
In der Karte der Stadt und Feldmark LINDEN von 1892 ist die Bezeichnung Das Fössefeld zwischen Fössestraße und Davenstedter Straße eingezeichnet

Das Fössefeld in Hannover war ein bis in das 20. Jahrhundert hinein weitgehend unbebautes Feld- und Gartenland, und steht heute als ein historischer Flurname für das Gebiet zwischen dem Bach Fösse und der Davenstedter Straße in der damals selbständigen Stadt Linden. Dieses Gebiet wird heute als Gewerbegebiet genutzt. In einer erweiterten Bedeutung wird es auch für den nördlich angrenzenden, als Naherholungsgebiet genutzten Grünzug entlang der Fösse bis zu deren Mündung in die Leine verwendet. Die in Teilen bebaute Aue entlang des Bachlaufes findet westlich (flussaufwärts) – nach einer Unterbrechung durch die Gewerbegebiete am Lindener Hafen – eine Fortführung zwischen Davenstedt im Norden und Badenstedt im Süden.

## Geschichte
Nachdem im 19. Jahrhundert bereits 1868 im Fössefeld der heutige Stadtteilfriedhof Fössefeld angelegt worden war entstanden an der Fösse und nahe dem ehemaligen Kötnerholz während der Gründerzeit des Deutschen Kaiserreichs im Jahr 1884 die ersten Kleingärten für die damaligen Arbeiterfamilien im heutigen Stadtgebiet Hannovers.
Ende des 19. Jahrhunderts kaufte die seinerzeit selbständige Industriestadt Linden das Gelände zwischen der Limmerstraße, dem Kötnerholzweg und der Fössestraße und veröffentlichte 1901 eine deutschlandweite Ausschreibung als „[...] allgemeiner Wettbewerb zur Erlangung von Entwürfen für die Bebauung des westlichen und südwestlichen Teils von Linden“. Unter den 50 Einsendern erhielt derjenige des hannoverschen Gartenbaudirektors Julius Trip den Ersten Preis.
Trips Entwurf sah die Erhaltung der Fösse und ihrer Ufer als landschaftlich gestalteter Freiraum inmitten der Blockrandbebauung vor.
Am Rande des Fössefeldes wurde bis um das Jahr 1904 die Bethlehemkirche errichtet, auf den beispielsweise die ab 1903 angelegte Bethlehemstraße zuführt mit ihrem durchgängig denkmalgeschützten Wohngebäude-Ensemble im Bereich des ehemaligen Köterholzes, ähnlich wie der Bereich um die Bethlehemkirche: Das Bauprojekt Bethlehemplatz, für das die Stadt Linden 1909 einheitliche Vorgaben zur Gestaltung der Fassaden und der Wohnungsgrößen entwickelte, wurde anschließend aufgrund des Beginns des Ersten Weltkrieges nur in Teilen nach diesen Vorstellungen verwirklicht.
1913 beschlossen die städtischen Kollegien Lindens den Bau des Lindener Hafens und die Gabelung des Stichkanals Hannover-Linden im Fössefeld bei den Hannoverschen Gummiwerken Excelsior.,
Nach der Vereinigung der bis dahin selbständigen Städte Linden und Hannover im Jahr 1920 wurde erst im Generalbebauungsplan von 1922 und später im Bebauungsplan des Fössefeldes von 1928 die schon zu Anfang des Jahrhunderts von Julius Trip entwickelte Idee der Freihaltung der Fösse weiterverfolgt.
Auch nach den Luftangriffen auf Hannover und dem Ende der Zeit des Nationalsozialismus wurde die stadtgliedernde Wirkung der Fösse-Aue in der Stadtplanung nach 1945 berücksichtigt. Der im Zuge der Schaffung einer autogerechten Stadt dann angelegte Westschnellweg – auch durch den nördlichen Teil des Fössefeldes – sowie die flächenhaften Kündigungen von Kleingartenanlagen durch die Landeshauptstadt zur Schaffung weiterer Infrastrukturen wirkte sich jedoch nachteilig auf den Erholungswert des Grünzuges aus. Stattdessen wurde die bis 1961 hergestellte Verbindung zwischen kommunalen Einrichtungen wie dem Fössebad mit Schulen und Sportplätzen schließlich durch das Freizeitheim Linden ergänzt.